# Antonia (Rozogi)
Antonia ist ein kleines Dorf in der polnischen Woiwodschaft Ermland-Masuren und gehört zur Gmina Rozogi (Friedrichshof) im Powiat Szczycieński (Kreis Ortelsburg).
Antonia liegt in der südlichen Mitte der Woiwodschaft Ermland-Masuren, 32 Kilometer südöstlich der Kreisstadt Szczytno (deutsch Ortelsburg). Bis 1945 lag der Ort unmittelbar südlich der Grenze zwischen Polen und der Provinz Ostpreußen des Deutschen Reichs. Heute verläuft nur wenige hundert Meter östlich des Ortes die Grenze zwischen der Woiwodschaft Ermland-Masuren und der Woiwodschaft Masowien, die hier vom Flüsschen Szkwa gebildet wird.
In der Zeit zwischen dem Ersten und dem Zweiten Weltkrieg befand sich in Antonia die Zollwache Antonia-Grądzkie. Aufgrund der Zugehörigkeit Antonias zur Gmina Rozogi war das kleine Dorf bis 1998 der Woiwodschaft Ostrołęka, seither der Woiwodschaft Ermland-Masuren zugehörig. In Antonia waren 35 Einwohner im Jahre 2011 gemeldet.
Kirchlich gehört Antonia zur römisch-katholischen Pfarrei Dąbrowy im Dekanat Myszyniec im Bistum Łomża.
Antonia hat keinen Bahnanschluss. Es ist über eine Nebenstraße zu erreichen, die bei Dąbrowy von der Landesstraße 53 abzweigt und direkt in den Ort führt.